# راسم باباييف
راسم باباييف حنيفة أوغلو (31 ديسمبر 1927، باكو - 24 أبريل 2007، باكو) — رسام أذربيجاني، وهو عضو في اتحاد الفنانين الأذربيجانيين (1959)، وفنان الشعب في جمهورية أذربيجان الاشتراكية السوفيتية (1988)، الحائز على جائزة الدولة لجمهورية أذربيجان الاشتراكية السوفياتية. 

## سيرة ذاتية
ولد راسم باباييف في 31 ديسمبر لعام 1927 في مدينة باكو. بعد تخرجه من المدرسة الثانوية في الأعوام 1945-1949، درس في كلية الفنون الحكومية الأذربيجانية التي سميت باسم عظيم عظيم زاده. ثم واصل تعليمه في أكاديمية موسكو للرسم والنحت والعمارة الذي يحمل اسم سوريكوف في الأعوام 1949-1956. في عام 1959 قبل في اتحاد الفنانين الأذربيجانيين. 

## إبداعه
راسم باباييف هو فنان قدم مساهمات استثنائية في تطوير الرسم والرسومات الأذربيجانية. احتفظ بالأعمال الفنية التي أنشأها في المتاحف والمعارض والمجموعات الخاصة في العديد من البلدان وفي معرض تريتياكوف ومتحف الفن الشرقي أيضاً.